# 시미즈시
시미즈시(일본어: 清水市)는 일본 시즈오카현 중부(옛 스루가국)에 일찍이 존재하던 시이다. 현재의 시즈오카시 시미즈구의 대부분으로 구 간바라 정 및 구 유이 정을 제외한 부분에 해당된다.
1924년 2월 11일에 성립하였고 2001년 4월 1일에 특례시로 지정되었다.
2003년 4월 1일, 시즈오카 시와의 신설 합병에 의해, 새로운 시즈오카 시의 일부가 되었다.

## 개요
일본평 동쪽 기슭에 위치해 후지산을 바라는 항구도시이다. 시미즈 지구는 천연의 양항인 오리토 만을 가지고 있어 예로부터 해운 중계지로 발전했다. 한편 에지리 지구는 동해도 에지리슈쿠의 슈쿠바 마을로 발전하였다.

## 지리
스루가만에 위치하며 평야부에서 산간부까지 넓은 지역을 차지한다.후지산 조망이 좋아 후지산과 태평양의 회화나 사진은 시미즈항과 세트를 이루는 물건들을 많이 볼 수 있다. 또한 동쪽의 요코하마와 비교적 가까운 점에서 특히 항만·관광·오락 면에서는 요코하마와 대비되기도 한다.

## 교통

### 철도
- 도카이 여객철도
  - 도카이도 본선

- 일본화물철도
  - 도카이도 본선

- 시즈오카 철도
  - 시즈오카시미즈 선

- 오이가와 철도
  - 이카와 선

### 도로
- 도메이 고속도로
- 국도 1호선
- 국도 52호선
- 국도 149호선
- 국도 150호선